# EPA (통신사)
유럽 보도사진 통신사 (European Pressphoto Agency, EPA/epa)는 세계에서 주요 사진 통신사 중 한 곳이다. 사진 통신사로는 AP, 로이터, AFP 다음으로 큰 세계 4번째 규모의 사진 통신사이다. 1985년에 서유럽 7개국의 주요 통신사가 유럽의 시장에 대응하기 위해 설립하였다. 또, EPA사는 뉴스 보도에 대한 신뢰성, 독립성, 유연성 및 파격적 각도에 대한 자사의 글로벌 네트워크를 구축했으며 타사와는 구별을 분명히 하는 시점과 독특한 사진 스타일을 모토로 삼는다. 오늘날의 EPA는 전 세계 400명 이상의 사진사를 거쳐 하루에 2,000장 이상의 사진을 전 세계 미디어 고객에게 공급하고 있으며 600만 장의 저장된 이미지를 서비스하고 있다. EPA의 어워드 위닝 사진 서비스는 전 세계의 넓은 스태프 사진가의 네트워크와 해당 국가의 시장 리더인 멤버 대리점의 생산으로 제공된다.

## EPA에 속해있는 통신사
- ANA, 그리스 (http://www.ana.gr)
- ANP, 네덜란드 (http://www.anp.nl)
- ANSA, 이탈리아 (http://www.ansa.it)
- APA, 오스트리아 (http://www.apa.at)
- EFE, 스페인 (http://www.efe.es)
- KEYSTONE, 스위스 (http://www.keystone.ch 보관됨 2017-02-25 - 웨이백 머신)
- LUSA, 포르투갈 (http://www.lusa.pt)
- MTI, 헝가리 (https://web.archive.org/web/20080712083534/http://www.mti.hu/)
- PAP, 폴란드 (http://www.pap.pl)

## 같이 보기
- AP (통신사)
- 로이터
- 프랑스 통신사
- 게티이미지